# 代議院 (ルクセンブルク)
代議院（だいぎいん、フランス語: Chambre des Députés、ドイツ語: Abgeordnetenkammer、ルクセンブルク語: D'Chamber）は、ルクセンブルク大公国の立法府。任期が5年間で、比例代表制による選挙で選出された60人の議員で構成される。議事堂はルクセンブルク市の大公宮殿に隣接している。

## 権能
代議院は立法手続きの一部を担っており、法案の作成や審議を行い、法律として成立させるかを採決する。政府またはすべての議員は法案を提出することができる。政府提出の法案は "Projet de loi"、議員提出の法案は "Proposition de loi" と呼ばれる。法案が付託されると関連委員会に送られて、そこで審議が行われる。その後、いずれの法案も国家諮問院の承認を受けなければならない。また法案のなかには、職業別の諮問会議といったほかの機関の意見を要するものがある。これらを経て法案は本会議において審議、採決される。規定では、法案は1度可決されても3か月後にふたたび採決されなければならないことになっているが、国家諮問院が同意していれば2度目の採決を省略することができる。通常、成立した法令はその全文が官報 (Mémorial) で公布され、その3日後に施行されることになっている。
また代議院は立法に加えて、政府の監督という機能を担っている。代議院は国家財政の監視や調査や閣僚に対する質疑を行い、これらについて議論し、行動を求めたり、閣僚の不正を糾弾したりする。
外交に関して、代議院は国際協定を批准する機能を有している。代議院が国際協定を承認すれば、それだけでもって法的効力を有するようになる。外国との関係についても一部を代議院が担っており、国際的な議会の会合に代表を派遣している。

## 選挙

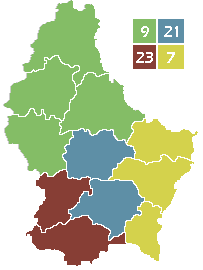
選挙区と定数: 北部、中部、南部、東部

代議院は直接選挙で選出された60人の議員で構成され、その任期は5年である。選挙にあたっては全国を4つの選挙区に分割し、それぞれの人口によって議員定数が定められている。有権者の持ち票数は投票の方法によって変わる。その投票方法のひとつは、任意のひとつの政党に投じるもので、この方法ではその政党の候補者名簿に記載されたすべての立候補者が1票を得ることになる。もうひとつは、任意の立候補者に対して投じるもので、この方法で有権者は1人の候補者に最大2票を、同一の政党であるかどうかを問わずに2人の候補者に投じることができる。選挙は憲法の規定により、普通・秘密投票で実施される。
1919年以降、選挙は18歳以上で、ルクセンブルクに居住し、かつ有権者名簿に登録された市民に投票権が付与されており、義務投票制となっている。選挙法では投票義務に反したさいの罰金刑が規定されている。
得票数が最多であった政党は大公から政府を組織する命を受ける。最多得票政党の議席数が30に満たない場合には連立政権を組織することになる。当選した立候補者が新政府の閣僚となった場合には議員資格を失い、それぞれの選挙区での所属政党の次点の立候補者が繰り上げ当選する。

### 会派
5人以上の議員が所属する政党は代議院で会派を結成することができる。会派は代議院での活動を行いやすくなり、法案を提出することができるようになる。会派の代表は会派代表者会議に出席し、議院運営理事会の任命や会議の日程を決定する。

### 最近の選挙結果
| 政党 | 政党                     | 2004 | 2009 | 2013 | 2018 | 2023 |
| ---- | ------------------------ | ---- | ---- | ---- | ---- | ---- |
|      | キリスト教社会人民党     | 24   | 26   | 23   | 21   | 21   |
|      | 民主党                   | 10   | 9    | 13   | 12   | 14   |
|      | 社会主義労働者党         | 14   | 13   | 13   | 10   | 11   |
|      | オルタナティヴ民主改革党 | 5    | 4    | 3    | 4    | 5    |
|      | 緑の党                   | 7    | 7    | 6    | 9    | 4    |
|      | 海賊党                   | -    | -    | 0    | 2    | 3    |
|      | 左翼党                   | 0    | 1    | 2    | 2    | 2    |
|      |                          | 60   | 60   | 60   | 60   | 60   |

## 運営
代議院の活動は憲法や選挙法、議院規程で定められている。通常会議 (Règlement intérieur) は10月第2火曜日の15時に開会され、この日が議会年度の初日となる。代議院の任期が5年であるため、通常会議は1期で5回開かれることになる。いずれの会期も大公またはその代理を務める首相が開会や閉会を宣言する。

### 議長
議長は対外的に代議院を代表する。開会中にあっては発言する時間を定めるなど秩序や規程の遵守が確保されるよう行動し、また代議院の票決や議決の結果を知らせる。副議長は議長の替わりを務め、副議長が不在である場合には最年長の議員 (Doyen) が議長の代行を務める。代議院の議長は「ルクセンブルクの第1市民」と位置づけられる。2023年11月から、議長はキリスト教社会人民党のクロード・ウィセラーが務めている。

### 議院運営理事会
任期の冒頭において代議院は本会議において議院運営理事会を選任する。議院運営理事会は理事会議長と3人の理事会副議長、最大7人の理事で構成される。議院運営理事会は代議院の運営業務を担っている。また代議院の職員の任用などに関する議員からの財務や組織上の質問にも対応している。ただし会期中の個別の日程は議院運営理事会ではなく、会派代表者会議で決定されている。

### 会派代表者会議
会派代表者会議は代議院議長と会派代表で構成される。会派代表者会議は会議の調整と法案の規定について同意することを目的としている。

### 委員会
委員会は議会の活動を効率的に進めるために設置されている。委員会は本会議に先立って法案や修正について議論を行うために開かれる。各党はそれぞれの議席数に応じて委員を出席させる。委員会には常任委員会、調査委員会と法定の委員会、特別委員会があり、代議院でそれぞれの委員を任命する。
委員会は審議される案件の対象分野ごとに設置される。特別委員会はとくに倫理、移民、薬物といった社会問題などを扱い、随時設置される。調査委員会は政府に関する案件を扱う。

### 会派別議席
2023年10月8日の選挙の結果、各会派の議席数は以下のようになっている。
| 政党・会派 | 政党・会派 | 政党・会派                                                                 | 議席数 | 得票率 |
| ---------- | ---------- | -------------------------------------------------------------------------- | ------ | ------ |
| 与党       |            | キリスト教社会人民党 Chrëschtlech Sozial Vollekspartei                     | 21     | 29.22% |
| 与党       |            | 民主党 Demokratesch Partei                                                 | 14     | 18.70% |
| 野党       |            | ルクセンブルク社会主義労働者党 Lëtzebuerger Sozialistesch Aarbechterpartei | 11     | 18.92% |
| 野党       |            | オルタナティヴ民主改革党 Alternativ Demokratesch Reformpartei              | 5      | 9.27%  |
| 野党       |            | 緑の党 Déi Gréng                                                           | 4      | 8.55%  |
| 野党       |            | ルクセンブルク海賊党 Piratepartei Lëtzebuerg                               | 3      | 6.74%  |
| 野党       |            | 左翼党 Déi Lénk                                                            | 2      | 3.93%  |

2018年の総選挙以来、連立与党を構成してきた民主党と社会主義労働者党、緑の党の3党の合計議席が過半数を割り込んだため、キリスト教社会人民党と民主党が新たに連立政権を発足させ、政権交代が実現した。

## テレビ放送
代議院は Chamber TV を開設し、2001年12月4日からケーブルテレビ放送と衛星放送を行っている。公開されている会議を中継するほかに、代議院の活動や議論といったものを放送している。

## 歴史
ドイツ連邦規約第13条では、ルクセンブルク大公国は領邦独自の憲法と議会を制定することになっており、これらは1841年に実現した。議会は「国家会議 (Assemblée des Etats)」として設置されたが、3月革命以前の時代においてその権限は小さいものであった。議員は直接制限選挙で32人が選出され、11のカントン（郡）が選挙区となった。
3月革命はルクセンブルク大公国に民主制の強化をもたらした。1848年、大公ギヨーム2世は憲法を改正することと、国家会議を自由選挙される代議院に改組することを承認せざるを得なかった。これによって議会の権限は大幅に拡大し、国家財政に関する権限、法案の発議、議員の免責事項が定められていった。
ところが革命後の反動を受けて、1856年にこれらの改革は覆されて旧来の議会制度が復活した。それでも1868年の選挙法は国家の発展をもたらすこととなった。議会はふたたび代議院と解消し、代議院の権限も強化された。それでもこのときの選挙制度は制限選挙であった。
1901年6月22日選挙法の施行により、代議院の議員定数は48となった。議員はカントンごとに直接選挙された。その任期は6年で、3年ごとに半数が改選された。この制限選挙のもとでは10フラン以上を納めた24歳以上の者に付与された。
1919年からは選挙法に今日の民主的な考え方が組み込まれた。普通・自由・平等選挙で、女性にも選挙権が認められた。